# 愛みやざき
愛みやざき（あいみやざき）は、宮崎県議会に存在した会派。
2007年（平成19年）、「宮崎県民の有権者の思いを最大化すること」のみを目的に、同年4月に実施された宮崎県議会議員選挙で当選した新人議員である武井俊輔、図師博規、西村賢、松田勝則が中心となり結成された。議員定数削減や政務調査費の全面公開など、議会改革を推進する地域密着型会派を目指すと表明していた。
発足時の代表であった松田勝則は『保守系の会派だが宮崎県の民意を反映しない自民党とは一線を画したい』と語った。
しかし東国原英夫知事が1期限りで知事を退任し、任期切れを前に会派所属議員も全員離脱したため、2011年1月1日をもって会派は消滅した。

## 概要
いずれも結成当時についての記述である。
- 第16回統一地方選挙で当選した無所属系新人議員で構成されている。
- 平均年齢36歳の若手会派。
- 武井俊輔以外は自民党籍を持ったままの結成となった。
- 宮崎県議会では自由民主党、社会民主党宮崎県議団に次ぐ第3勢力。
- 県議会の既成会派とは違い、独特な役職名を持つ。
- 東国原英夫知事の県政改革や宮崎変革に賛同しているが「東国原与党」ではない。

## 会派の動向
- 2007年（平成19年）
  - 4月8日　第16回統一地方選挙で無所属・無党籍の武井俊輔を始め、無所属・自民党籍の図師博規、西村賢、松田勝則が当選。
  - 4月11日 無所属系議員4名が新会派結成を模索。
  - 4月25日 宮崎県議会事務局に会派結成届け出、「愛みやざき」を結成。代表には松田勝則が就任。
  - 5月30日 議員4名が東京で宮崎物産をPR。
  - 7月1日  愛みやざき公式ホームページ開設。

- 2009年（平成21年）
  - 12月14日 図師博規が無免許運転で検挙される。

- 2010年（平成22年）
  - 1月4日　図師博規が愛みやざきを離脱。
  - 3月31日　西村賢、松田勝則が愛みやざきを離脱。

- 2011年（平成23年）
  - 1月1日　武井俊輔が愛みやざきを離脱、所属議員がなくなり消滅。

## 愛みやざき執行部役員表
| 代表     |
| -------- |
| 武井俊輔 |

## 会派の推移

### 宮崎県議会
| 選挙          | 当選/候補者 | 定数 | 備考                 |
| ------------- | ----------- | ---- | -------------------- |
| （結成時）    | 4/-         | 45   | -                    |
| （2010年1月） | 3/-         | 45   | 図師博規離脱         |
| （2010年3月） | 1/-         | 45   | 西村賢、松田勝則離脱 |
| （2011年1月） | 0/-         | 45   | 武井俊輔離脱、消滅   |